# 平岡明純
平岡 明純（ひらおか あすみ、2001年6月15日 - ）は、日本の女優、ファッションモデル、タレント、ラジオパーソナリティ、グラビアアイドル。東京都出身。血液型はA型。プラチナムプロダクション所属。ミスヤングアニマル2023グランプリ受賞。

## 略歴
劇団にて活動していた元俳優・女優の両親の元に生まれる、3姉妹の三女で、姉は女優の平岡映美。
3歳からクラシックバレエを習い、オールジャパンバレエユニオンのコンクールで入賞。
2018年12月31日、2002年のデビュー以来16年間所属していたキリンプロを退社。その後、姉の映美と共にプラチナムプロダクションに移籍する。
2023年4月、昨年度に姉がファイナル進出しているミスヤングアニマルに立候補し、『ミスヤングアニマル2023オーディション』候補として選出される。1stラウンドから全てのステージで1位通過した結果、2023年7月、ミスヤングアニマル2023グランプリに輝いた。プラチナム所属者としては初、また21世紀生まれ初のミスヤングアニマルグランプリでもある。受賞時の会見では「グラビアアイドルや女優として活躍し、ヤングアニマルの漫画の実写化でヒロインを演じられるようになりたい」と感謝とともに意気込みを述べた。

## 出演

### テレビドラマ
- 月曜エンタぁテイメント（テレビ朝日） - 池田果菜子（幼少期） 役
- 演歌の女王（2007年、日本テレビ） - 大河内ひまわり（幼少期） 役
- 月曜ゴールデン「浅見光彦シリーズ32 天河伝説殺人事件」（2013年2月25日、TBS） - マユミ 役
- ドラマ甲子 「言の葉」（2020年10月31日、フジテレビ） - 高橋由梨 役
- ドラマイズム「ガールガンレディ」（2021年4月7日 - 6月9日、MBS・TBS系）
- 水ドラ25「JKからやり直すシルバープラン」（2021年11月11日 - 12月30日、テレビ朝日）
- 春は短し恋せよ男子。（2023年4月25日 - 6月27日、日本テレビ） - 聖羅 役

### 映画
- 死にたい。でも、死ねない（2021年） - 逢坂友恵 役
- 交換ウソ日記（2023年）
- ナマズのいた夏（2025年2月8日、中川究矢監督、Power Arts Production）[3]

### TV
- ハナタカ!優越感（テレビ朝日）
- オクモリ監督（フジテレビ）
- 中居正広の金曜日のスマイルたちへ（TBS）
- ドリーム・プレス社（TBS）
- SmaSTATION-2（テレビ朝日）
- 幸せ!ボンビーガール（日本テレビ）
- 踊る!さんま御殿!!（日本テレビ）
- さんま・玉緒のお年玉あんたの夢をかなえたろかスペシャル（TBS）
- #極楽山本ロンブー亮のarigateenatv（テレビ埼玉）[4]

### CM
- アース製薬「サラテクト」
- スクールIE やる気スイッチ
- 任天堂
  - ニンテンドーDS 「クラフトママ」
  - Wii「ベビーシッターママ」
- 清水建設
- マクドナルド「ハッピーセット」
- ダイキン うるさらx「珠城先生編」
- ケンタッキーフライドチキン「女子高生」
- SONY So-net
- SNOWアプリ　一眼スタンプ 「教室編」WEBCM
- SODAアプリ 「男女で撮るならSODA一択編」

### 広告
- 一眼スタンプ 「教室編」WEBCM
- SODAアプリ 「男女で撮るならSODA一択編」*WEBCM ベネッセコーポレーション
- 小学館「くらべる図鑑2」
- 蒲田女子高等学校 制服モデル
- ベネッセ
- スクールIE やる気スイッチ
- 本庄第一中学校 入学パンフレット
- アルパイン
- 関西電力
- 通販サイト「ラブストック」公式アンバサダー（2022年 - ）
- 競輪配信番組　「TIPSTAR」
- ごっこ倶楽部『RETØUCH』

### MV
- ミノケンジ「月光」 - ヒロイン役

### 舞台
- 『コーヒーが冷めないうちに』 - 未来 役
- 東京03ライブ「人間味風」（2020年） - 井口理亜 役（劇中映像）
- 『後鳥羽伝説殺人事件』（2024年） - 小野玲子 役[5][6]

### ラジオ
- 平岡姉妹のおやすみ前に（2021年 - 、SKYWAVE FM）

### YouTube
- 平岡の姉妹[7]